# 卡尔·路德维希·克里斯蒂安·吕姆克

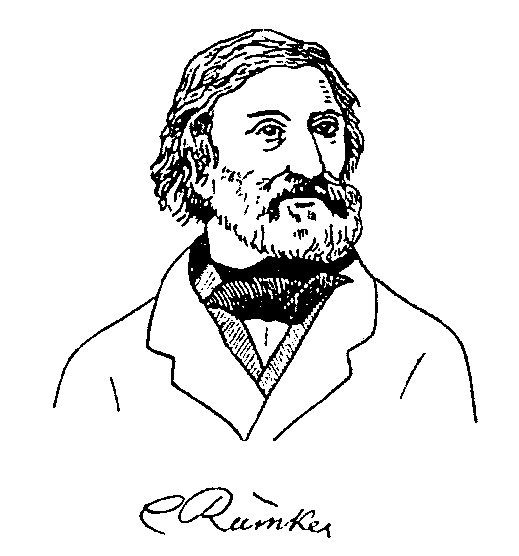
卡尔·路德维希·克里斯蒂安·吕姆克

卡尔·路德维希·克里斯蒂安·吕姆克（Carl Ludwig Christian Rümker，1788年5月28日—1862年12月21日）是一位德国天文学家，又译查尔斯·吕姆克、查尔斯·鲁姆克、查尔斯·路易斯·鲁姆克，有时也被称为克里斯蒂安·卡尔·路德维希·吕姆克和查尔斯·施塔加德·鲁姆克博士。

## 早期生活（1788年-1821年）
1788年5月28日，吕姆克出生在德国梅克伦堡布格施塔加德镇，是法庭议员尤斯图斯·弗里德里希·鲁姆克（Justus Friedrich Rümker）5个孩子中最小的一位。从小就显示数学天赋，曾就读于柏林建筑学院，1807年毕业时已成为一名熟练的建筑师，但毕业后二年他一直在汉堡教授数学，而非从事建筑业，1809年，他去了英国。
吕姆克曾作为不列颠东印度公司的一名海军军官候补生，从1811年至1813年服役于英国商船队。1813年7月被抓丁，强行征入皇家海军担任教员，直到1817年随本博号（HMS Benbow）、蒙塔古号（HMS Montague）和阿尔比恩号（HMS Albion）远赴阿尔及尔考察。1917年遇见了对奥地利天文学家弗兰兹-克萨韦尔·德·扎克男爵（Franz-Xaver de Zach）， 从此，激发他对天文学研究的热情。1819年-1820年，吕姆克回到汉堡，在一所航海学院担任主管。

## 在新南威尔士的生活（1821年-1830年）
1821年吕姆克作为托马斯·布里斯班爵士在帕拉马塔天文台的天文学家前往新南威尔士，詹姆士·敦洛普是第二位助理。1822年6月2日吕姆克重新发现了恩克彗星，为此，英国皇家天文学会授予他一枚银质奖章和100英镑奖励，法兰西学会也颁发给他一枚的金质奖章。
1823年6月，他与布里斯班分道扬镳，离开了帕拉马塔天文台。他得到了内皮恩河（Nepean River）西岸1000英亩（4平方公里）的土地承诺以继续从事科学研究。1823年11月布里斯班致函第三代巴瑟斯特伯爵，亨利·巴瑟斯特，要求不应批准给他超过300英亩（1.2平方公里）的土地，因为吕姆克完全背弃了他的诺言。然而，巴瑟斯特并未同意布里斯班的要求，他认为如果作进一步的调查，这将是一个人反对另一个人的话。在布里斯班离开后，1826年5月吕姆克受政府之聘主管帕拉马塔天文台，成为首位取得皇家天文学家称号之人。1829年1月，为从伦敦获得测量子午线所需的工具，吕姆克离开了新南威尔士。
他在帕拉马塔天文台的观察成果发表在1829年《皇家学会哲学学报》第三册和皇家天文学会《回忆录》第三卷中。吕姆克也在由拜伦·菲尔德（Barron Field）编辑，澳大利亚出版的首部科学论文集—《新南威尔士地理回忆录》中发表过一篇文章。而在英国，吕姆克与皇家天文学会会长詹姆斯·斯南（James South）发生了争吵，斯南解雇了英国政府对他的聘用。

## 在德国汉堡的生活（1830年-1857年）
1830年吕姆克回到了欧洲，并在当年约翰·格奥尔格·雷普索尔德去世后主持新的汉堡天文台。他的主要工作是编制星目表：1832年初，在汉堡发表了《南半球恒星初步编目》，1846年至1852年间，他又出版了包含12000颗恒星的大星表。从1833年至1857年，他以克里斯蒂安·卡尔·路德维希·吕姆克之名一直担任由汉堡市资助，建于斯泰德瓦（Stadtwall）的汉堡天文台（德语：Hamburger Sternwarte）台长。

## 晚年岁月及遗产（1857年-1862年）
1857年吕姆克定居于葡萄牙里斯本，并于1862年12月21日在那里去世。他的儿子格奥尔格·弗里德里希·威廉·吕姆克，1832年出生于汉堡，也是一位天文学家。1857年继任汉堡天文台台长，并在那里一直工作止1900年去世。在理查德·斯科尔出任台长时，为取得更好的天文视宁度，该天文台迁至贝格多夫（Bergedorf），位于米勒门（Millerntor）的汉堡天文台原址则已被拆除，现成为汉堡博物馆所在地。从1901年至1922年新汉堡天文台再次对吕姆克12000颗大星表进行补充更新，并于1923年出版了《1845.0卡尔·吕姆克-汉堡星表》。
月球上的吕姆克山就是以他的名字命名的。

## 主要著作
- Preliminary catalogue of fixed stars, etc. （1832）
- Handbuch der Schiffahrtskunde （1857）
- Mittlere Örter von 12.000 Fixsternen （1843–1852, 4 parts; new series 1857, 2 parts）
- Längenbestimmung durch den Mond （1849）.

## 备注
1. ↑  德语名字Karl“卡尔”在英语中有时会被转换为Charles“查尔斯”
2. 1 2 3 4 5  George F. J. Bergman, 'Rümker, Christian Carl Ludwig （1788 - 1862） （页面存档备份，存于）', Australian Dictionary of Biography, Vol. 2, MUP, 1967, pp 403-404.  Retrieved 21 November 2009
3. ↑  Historical Records of Australia, ser. I, vol. XI, p. 154
4. ↑  Die Hamburger Sternwarte. （The Hamburg Observatory）,  Report on the Hamburg Observatory by R. Schorr, English Translation by Hamburg Observatory .   [2014-10-01]. （原始内容存档于2014-06-27）.
5. ↑  J. Schramm, Sterne über Hamburg - Die Geschichte der Astronomie in Hamburg, 2nd edition, Kultur- & Geschichtskontor （页面存档备份，存于）, Hamburg 2010, ISBN 978-3-9811271-8-8